# NACA導管

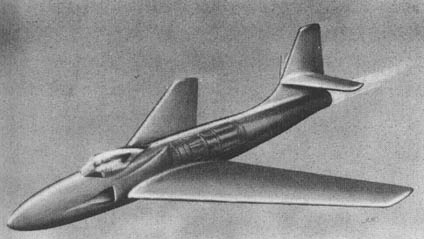
噴氣式飛機埋入式進氣口概念圖（機翼前的開口）

NACA導管（英語：NACA duct），有時也稱為NACA進氣口（NACA scoop, NACA inlet），是一種常見的低阻力進氣口設計，最初由美國國家航空諮詢委員會（NACA）（NASA的前身）於1945年開發。

## 設計
設計初衷是為當時處於早期發展的喷气式戰鬥機提供一種全新的高效進氣口設計以滿足其更高的壓力恢復（pressure recovery）要求，其他可能的設計包括鼻錐進氣口和處於機翼前緣的進氣口。NACA於艾姆斯研究中心的风洞進行實驗，並研究不同參數對設計的影響，例如導管的斜率、長寬比例、導管頂部迎風面的形狀、以及邊界層厚度等。先前的埋入式進氣口（submerged inlet）實驗結果未如理想，因為進入入口的邊界層移動緩慢，壓力恢復效果較差。人們認為NACA導管設計可行的原因是因為平緩的斜坡角度和壁面曲面輪廓的結合產生了反向旋轉的渦旋，這種渦流使邊界層偏離入口並吸入移動速度更快的空氣，同時避免了突出鏟形設計中可能出現的形狀阻力和邊界層分離。導管的形狀略似三角形，但到長度一半時緩緩變寬。導管内的坡度約為7°，而尾部最寬處與斜坡底部的深度的長度比例約為4比1。導管結束處一般會對懸邊作彎曲處理，使前緣更流綫型且減少對氣流的干擾。由於此設計不會像外部進氣口般增加迎風面積，因此可以在不打亂氣動設計的情況下為設計簡單加入一個進氣口。

## 飛機應用
如果正確應用，NACA管道可以讓空氣在不大幅干擾整體流動下流入內部管道，通常用於冷卻目的。該設計最初被稱為埋入式進氣口（submerged inlet），因為它由一個淺坡道組成，其彎曲的壁凹進流線型體（例如飛機機身或航空发动机外側）的表面。
這種齊平進氣口通常無法實現如外部設計般的更大衝壓力和流量，因此很少用於最初設計的喷气发动机進氣應用，例如North American YF-93和Short SB.4 Sherpa。它通常用於活塞發動機和通風進氣口。

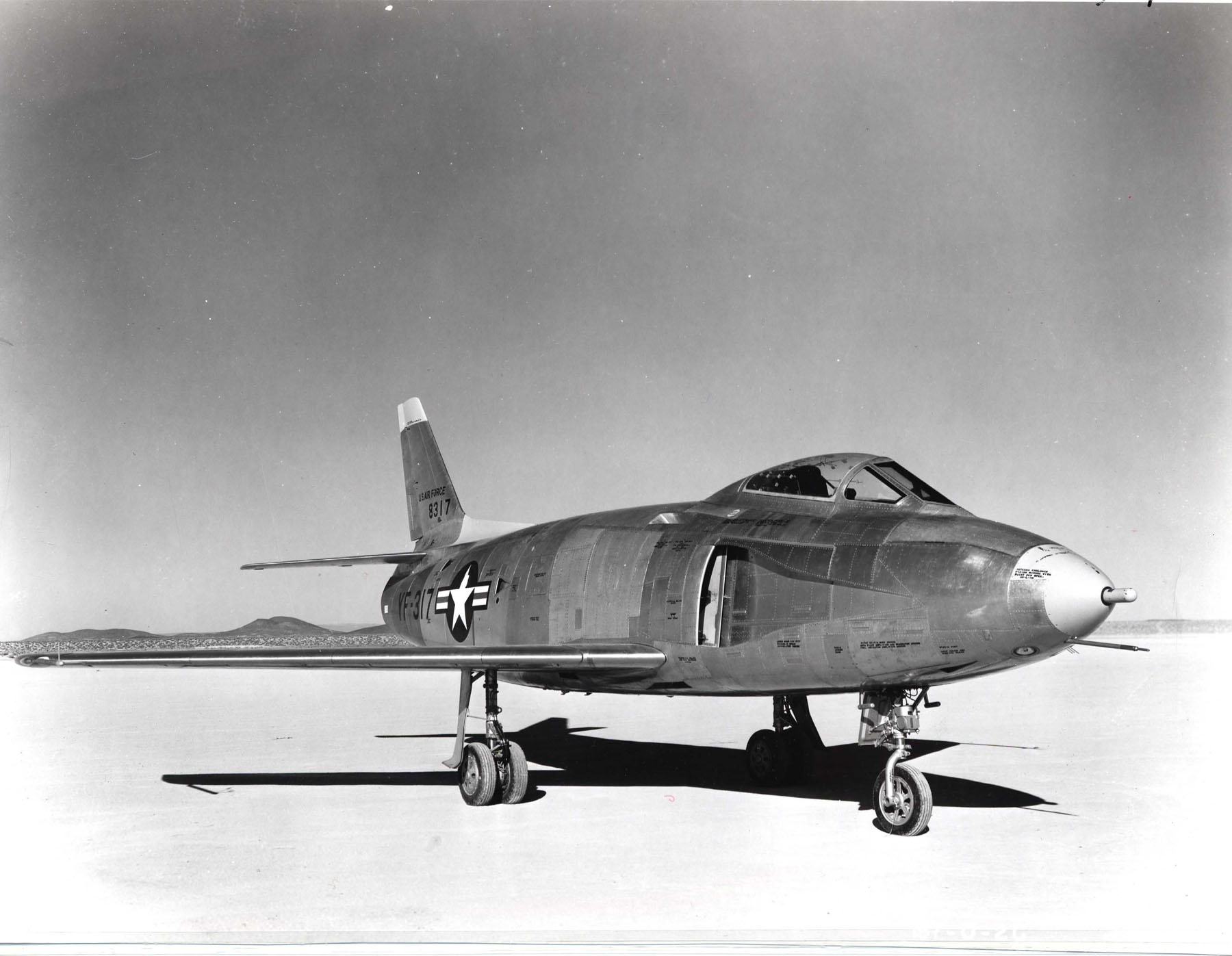
North American YF-93（英语：North American YF-93）機頭左右兩邊均有一個大型NACA進氣口為引擎進氣
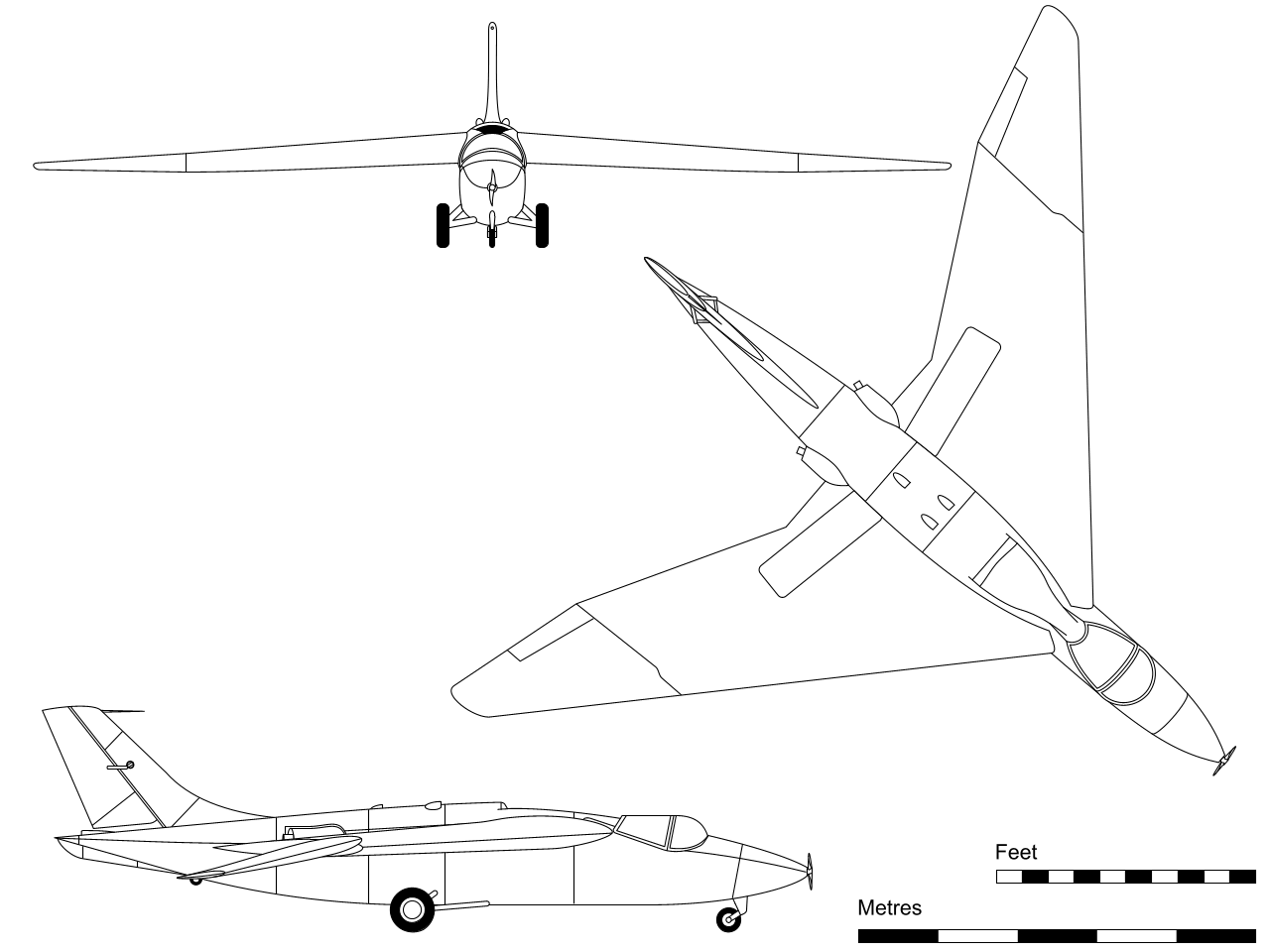
Short SB.4 Sherpa（英语：Short SB.4 Sherpa）頂部於駕駛艙後方有一個大型NACA進氣口為引擎進氣
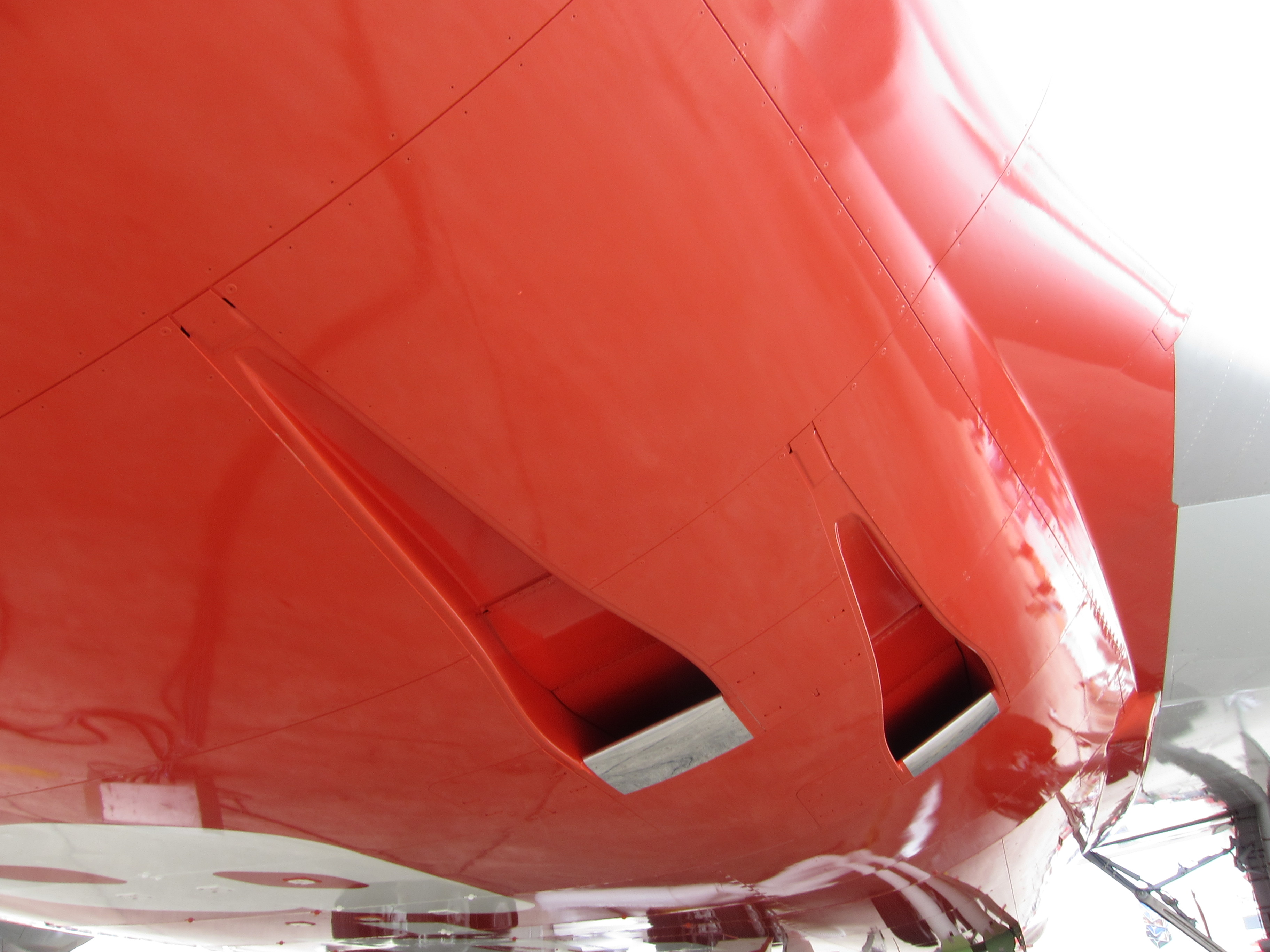
波音747-8I機腹的環境控制系統（英语：Environmental control system）NACA進氣口

## 汽車應用
它在賽車設計中尤其受歡迎。配备NACA導管的著名跑车包括1971-1973款福特野馬、林寶堅尼Countach、第二代日產Z、法拉利F40、1996-2002款道奇蝰蛇和保时捷991 GT2 RS。雖然不適用於飛機引擎，但此類導管可以為汽車的自然进气发动机提供額外氣流，而為渦輪增壓器提供進風的效果亦相當不錯。除了車頭、車側、車頂、及車尾等明顯的進氣口，有時亦會在車底或後窗等位置安裝為煞車、底盤或駕駛艙提供冷卻用的氣流。它在一些電單車設計中也很流行，例如1994-1997年的本田VFR750F或1994-1998年的杜卡迪916。近年的市售性能車都不太常見到NACA導管，但於一级方程式，NASCAR、GT賽車等賽事中的賽車還是頗為常見。

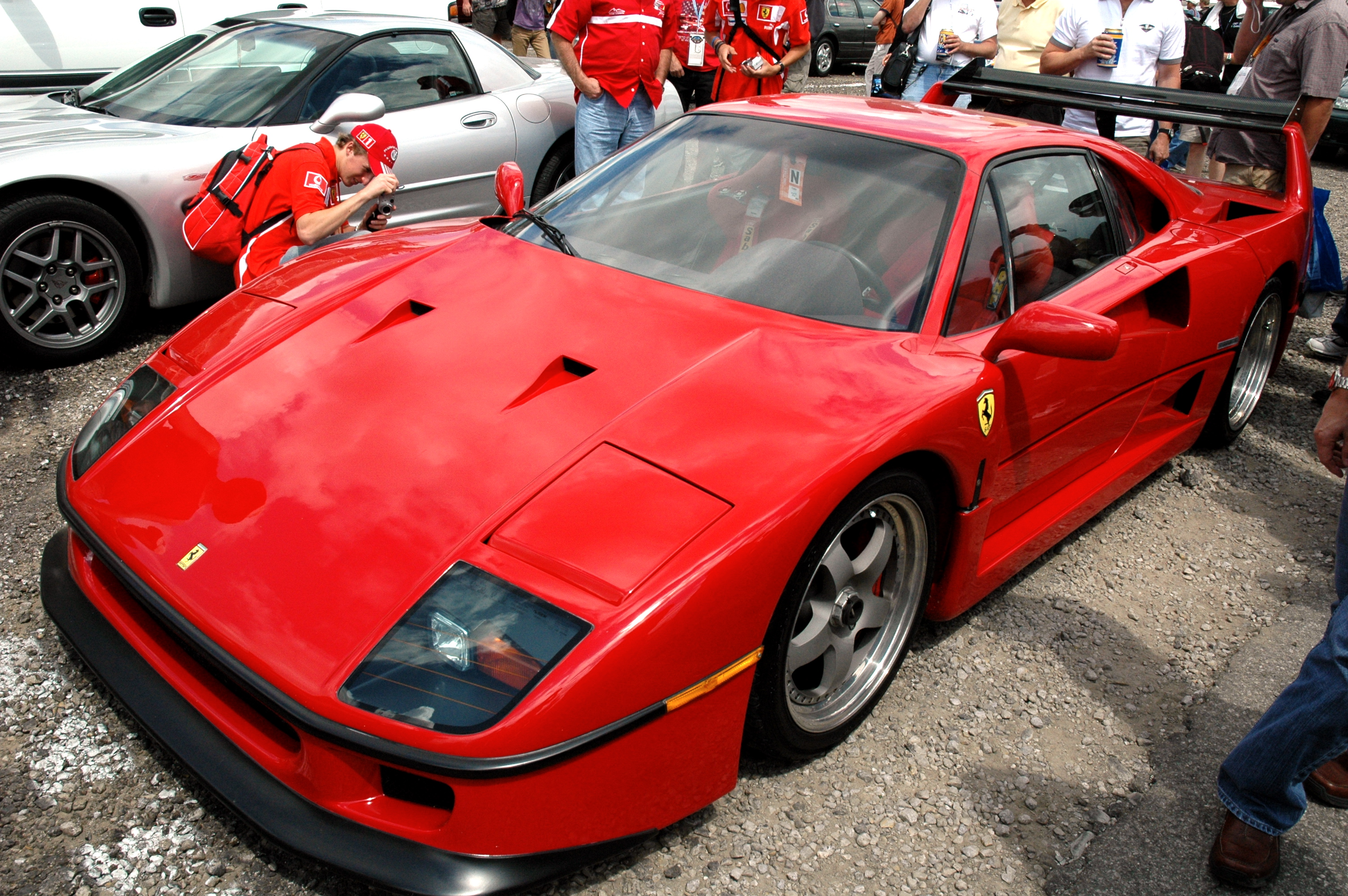
法拉利F40跑車具有“NACA樣式”的側面和引擎蓋進氣口（英语：hood scoop）
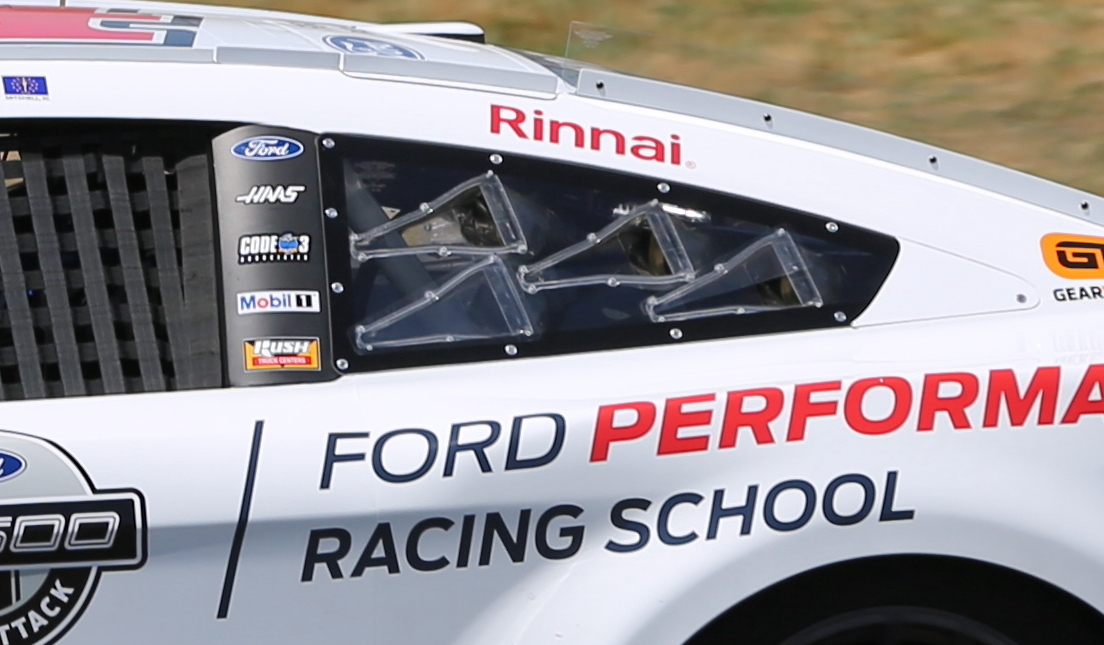
2023年一輛福特NASCAR後窗的NACA進氣口